# 信濃むつみ高等学校
信濃むつみ高等学校（しなのむつみこうとうがっこう）は長野県松本市南松本にある私立高校である。高等学校通信教育が行われており、他高校からの中退者も受け入れている。
単位修得にはレポート提出とスクーリング（試験含む）が課され、レポート提出はインターネットを通して行えるため遠方に住む生徒も多く在籍している。

## 特徴
- 4月と10月の年2回入学式がある。また、3月と9月には卒業式がある。
- 入学選考は学力試験ではなく、「テラ・スコラDay」という独自のイベントによって行われる。このイベントでは、入学希望者と同校のスタッフが語り合ったり、ホットケーキを焼いて食べたりする。
- 教室を隔てる壁がほとんど無く、スタッフルームと呼ばれる職員室にもドアはない。そのため、生徒が自由に出入りしスタッフと話せる空間となっている。
- 校則や制服はない。
- 「1年生」、「2年生」などといった学年やクラスがない。[1]
- 習得する単位（科目）は、生徒とスタッフでそれぞれ話し合って決める。そのため自分のペースで勉強することが出来る。

## 沿革
- 2003年 - 開校。

## 設備
- 3階建ての校舎
- 自動ドア
- エレベーター
- 多目的ホール
- スタジオ（理科室と家庭科室を兼ねる。スクリーンや暗室もある）
- バリアフリートイレ
- 畳スペース
- 屋上（芝生が敷き詰められている）
- スクリーン
- 生徒用パソコン
- 卓球台

## 生徒会
生徒会役員の任期は原則6ヶ月間であり、年2回選挙がある。

## 部活動
クラブは、所定の手続きを踏めば誰でも自由に作ることが出来る。基本的に入退部にスタッフは関わらず、生徒同士が自主的に行うことになっている。

### 部活動の主な実績
- 演劇部 - 県大会出場

## 最寄駅
- 東日本旅客鉄道篠ノ井線（中央東線・中央西線）：南松本駅